# Бойно поле (2015)
Бойно поле (2015) беше кеч турнир (pay-per-view), продуциран от WWE. Проведе се на 19 юли 2015 в Scottrade Center в Сейнт Луис, Мисури. Беше трети подред турнир в хронологията на Бойно поле. Той беше излъчен по Мрежата на WWE в над 140 страни.
Седем мача се проведоха по време на турнира, един от които беше в Предварителното шоу. В главния мач Сет Ролинс защити световната титла в тежка категория на Федерация срещу Брок Леснар, когато Гробаря направи своето изненадващо завръщане (и първа поява в турнир, откакто мача му на КечМания 31 срещу Брей Уаят) и атакува Леснар. Първоначално мача беше съобщен като „без победител“, но на следващата нощ на Първична сила, Лилиан Гарсия обяви, Брок Леснар като победител чрез дисквалификация.

## Заден план
Бойно поле включваше кеч мачове с участието на различни борци от вече съществуващи сценични вражди и сюжетни линии, които изиграват по Първична сила, Разбиване и NXT. Борците са добри или лоши, тъй като те следват поредица от събития, които са изградили напрежение и кулминират в мач или серия от мачове.

## Резултати
| #                                                                           | Резултати | Правила                                                    | Време |
| 1P                                                                          | Крал Барет победи Ар Труф                                                                                              | Мач за кралската корона на Барет                           | 09:15 |
| 2                                                                           | Ренди Ортън победи Шеймъс                                                                                              | Сингъл мач                                                 | 16:54 |
| 3                                                                           | Тандем Прайм Тайм (Дарън Йънг и Таитъс О'нийл) (ш) победиха Нов Ден (Големият И и Кофи Кингстън) (с Ксейвиър Уудс)     | Отборен мач за Отборните Титли на Федерацията              | 08:50 |
| 4                                                                           | Брей Уаят победи Роумън Рейнс                                                                                          | Сингъл мач                                                 | 22:42 |
| 5                                                                           | Шарлът (с Пейдж и Беки Линч) победи Бри Бела (с Ники Бела и Алиша Фокс) и Саша Бенкс (с Наоми и Тамина) чрез предаване | Мач Тройна заплаха                                         | 11:30 |
| 6                                                                           | Джон Сина (ш) победи Кевин Оуенс                                                                                       | Мач за Титлата на Съединените щати                         | 22:11 |
| 7                                                                           | Брок Леснар (с Пол Хеймън) победи Сет Ролинс чрез дисквалификация                                                      | Мач за световната титлата в тежка категория на Федерацията | 09:00 |
| (ш) – указва шампиона/шампионите в мача; P – показва, че мача е преди шоуто | |                                                            |       |